# مجدل يابا
قرية مجدل يابا أو مجدل صادق أو كما سماها ياقوت الحموي مجدل يافا قرية فلسطينية كانت تتبع الرملة تهدمت في حرب 1948 وهجر سكانها جميعا الذين قدر عددهم آنذاك قرابة 1,763 نسمة. تقع القرية الآن في إسرائيل وأقيمت على أرضيها عدة مستوطنات منها «عينات» عام 1922 و«رأس العين» عام 1950 ونقلت إليها مستوطنة «جفعات هشلوشا» عام 1953.
مجدل الصادق قرية عربية فلسطينية ويقول ياقوت الحموي صاحب كتاب معجم البلدان (مجدل يابه... قرية عربية قرب الرملة فيها حصن محكم). (مجدل يابا تحريف لمجدل يافا وكلمة يابا هو الاسم القديم ليافا وقد عرفت منذ العهد الروماني وذكرها الإفرنج باسم قلعة ميرابل ودعيت أحياناً باسم رأس العين نسبة إلى انتباتر والد الملك هيرودس الاول كما سماها الكنعانيون باسم قلعة افيق) بلادنا فلسطين / مصطفى الدباغ / القسم الرابع 2/552.

## جغرافيا
وتقع مجدل الصادق في الشمال الشرقي لمدينة الرملة وعلى مسافة تبعد 18,5 كم وإلى الشرق من مدينة يافا على بعد 13 كم وترتفع عن سطح البحر بأعلى نقطه بها 125 م ويحاذيها نهر العوجا يحيط بمجدل الصادق أراضي كفر قاسم والزاوية ورافات ودير بلوط ورنتيس والمزيرعة والمويلح والمر وفجة. تبلغ مساحة القرية 26632 دونماً (عدا الخرب التي تحيط بها) ملك اليهود من أراضيها 596 دونماً وتبلغ مساحة الأراضي المزروعه بالحمضيات 2387 دونماً وكما زرع أهلها الموز بمساحة 94 دونماً.

## تاريخ القرية

### التاريخ القديم
بدأ أول استيطان بشري لمجدل يابا ما بين عامي 4500 إلى عام 3300 قبل الميلاد، في تل رأس العين، التي بنيت على أراضي مجدل يابا؛ وفي العصر البرونزي المبكر الأول في عام 3100 قبل الميلاد، تم إنشاء مدينة كبيرة في تل رأس العين، اما في عام 3000 قبل الميلاد، تواجدت مدينة محاطة بسور في موقع تل رأس العين وبها قصر كبير ومنطقة سكنيه، في عام 2200 قبل الميلاد هجرت مدينة راس العين، أما في عام 2000 قبل الميلاد، فشهدت بداية العودة للاستيطان بمدينة رأس العين، وتم إعادة بناء الجزء العلوي من المدينة بما فيها قصر كبير تم بناءه على التلال الضخمة، وتم بناء قصر جديد على المرتفعات الغربية للتل. في القرن التاسع عشر قبل الميلاد، ذكرت مجدل يابا لأول مرة في الكتب المصرية القديمة أما في القرن الثامن عشر قبل الميلاد، تم استبدال القصر الغربي بمنطقة سكنيه وتم إعادة المركز الإداري للمدينة إلى الجزء العلوي. وتم العثور على معمل للفخار بالمنطقة الجنوبية الغربية، بالقرب من النهر. وتم العثور على الكثير من المقابر تعود لنفس هذه الفترة، والقصر الكبير في المنطقة العلويه كان لايزال يستخدم. في العصر البرونزي المتأخر 1550 قبل الميلاد، فكانت هذه فترة الحكم المصري لارض كنعان. الاستيطان في افيق تباطئ، مع أن الجزء العلوي للحصن (الاكروبولس) كان مسكون طول هذه الفترة، وفي 1480 قبل الميلاد، وبسبب موقع افيق الاستراتيجي، فقد تم ذكرها في عدة مخطوطات مصرية، بما فيها قائمة تحتمس الثالث الطوبوغرافية. في عام 1440 قبل الميلاد، ذكرت افيق بحوليات الملك امنحوتب الثاني، أما في القرون الأخيرة من العصر البرونزي المتأخر وفي عام 1200 قبل الميلاد، أصبحت افيق مركز إداري مصري، وتم استبدال القصور القديمة بمبنى للمحافظ مكون من طابقين مصانين بشكل جيد.
وفي العصر الحديدي تكونت المستعمرة من بيوت حجريه متأنقة في منطقتين بالجزء العلوي من الحصن، لكنها هجرت بعد فترة بسيط. واحتل الموقع من قبل "الفلستيين" ما بين عام 1150 قبل الميلاد وأواخر القرن الثاني عشر قبل الميلاد، كما يتضح من كميات كبيرة من الأدوات المصنوعة من الكروم التي عثر عليها في الموقع، جنبا إلى جنب مع صفائح تحمل خرطوش رمسيس الرابع. وكذلك نقوش غير معروفه وممكن ان تكون كتابات فلسطينيه قديمة. وتنعكس أهمية افيق الاستراتيجية في التقاليد التوراتية حيث انها تذكر يأنها نقطة انطلاق لهجمات الفلسطينيين على إسرائيل (صاموئيل 4:1-3؛. 29:1-4)، حيث شكلت واحدة من سلسلة من المواقع المتقدمة على حدود فلسطين الشمالية. وفي عام 1066 قبل الميلاد، احتشد الجيش الفلسطيني في افيق لمعركتين كبيرتين ضد إسرائيل، بما في ذلك المعركة التي ذبح بها شاول وجوناثان في جبل جلبوع والتي تم الاستيلاء خلالها على تابوت العهد.

### عهد الصليبيين والأيوبيين والمماليك
في ما بين عامي 1134 إلى 1141 ميلادي اعيدت تسميه مجدل يابا إلى ميرابل وتم فصلها إداريا عن مدينة يافا بعد عصيان هيو الثاني دوق لي بوسيت على الملك فولك ملك القدس، وتم تنصيب باريسان دوق ابلن والذي كان قائد جيش يافا في عهد هيو الثاني حاكما على مجدل يابا، وقد كان باريسان متزوج من هيلفس دوقة الرملة بنت بالدوين الأول دوق الرملة.
وفي عام 1150 ميلادي بنى الصليبييون قلعة في مجدل يابا وسموها ميرابل، وكان يحكمها مناسيس دوق هيرقيس، وكان مناسيس أحد الدوقات الصليبيين المهمين حيث كان قائد جيش القدس، وكان ولد هوديرنا دوقة ريثل وهيريبراند دوق هيرقيز، امه هوديرنا كانت اخت الملك بالدوين الثاني ملك القدس ومناسيس كان أيضا ابن عم الملكة ميليسندا زوجة الملك فولك ملك القدس السابق، وكان متزوجا من هيلفس دوقة الرملة، ارملة باريسان دوق الرملة ووالد بالدوين دوق الرملة، وبسبب ذلك فقد حكم مناسيس الرملة وميرابل وبالتالي جميع جنوب فلسطين.
وفي عام 1152 ميلادي فاجئ بالدوين الثالث، الابن الأكبر للملكة ميليسندا والملك فولك ملك القدس، فاجئ واعتقل من كان يدعم امه، مناسيس دوق هيرقيس في مجدل يابا، أجبر مناسيس على مغادرة البلاد، وعين بالدوين الثالث صديقة همفري الثاني، دوق تورون، ليكون قائدا لجيش القدس،
وفي عام 1156 ميلادي كتب أسامة بن منقذ في رحلته إلى فلسطين انه ظلم أحد الإقطاعيين الصليبيين ـ في منطقة مجدل يابا قرب نابلس ـ رعاياه من المسلمين؛ وقرر عليهم الضرائب الفادحة؛ فرفع ضريبة الرأس إلى أربعة أمثال ما يدفعه الصليبيون في المناطق القريبة، ووقع عليهم العقوبات البدنية حتى قطع أرجل أناس منهم؛ وقد تحمل المسلمون ذلك كله، لكنه لما تدخل في حرياتهم الدينية، وطلب منهم العمل في الحقول يوم الجمعة، واضطهد خطيب قرية جماعين قرب نابلس ـ الذي كان دائم الحض لهم على مواجهة ما هم فيه من مظالم ـ عز عليهم الصبر؛ فترك سكان ثماني قرى منهم مساكنهم سنة 551هـ/1156م، واتجهوا نحو دمشق؛ حيث أسسوا بالقرب منها ضاحية "الصالحية"، وجعلوا همَّهم الجهاد في سبيل الله "
وفي ما بين عامي 1162 إلى 1171 حكم بالدوين دوق ابلين مجدل يابا كمنطقة مستقله عن مملكة القدس
اما مصير اخر حاكم صليبي لمجدل يابا بالدوين دوق ابلين أو المسمى بالدوين الثالث دوق الرملة فكان اسره على يد المسلمين في معركة مرج عيون عام 1179 ميلادي ومن ثم نفيه إلى انطاكيا حيث يعتقد انه مات فيها عام 1187 ميلادي
وبالدوين دوق ابلين هو الاخ الأكبر لباليان دوق ابلين وهذا الأخير كان متزوج من ماريا كومنينا ارملة الملك املريك الأول وبنت أخ الإمبراطور البيزنطي مانيول الأول كومنيوس وباليان هو من سلم مفاتيح القدس لصلاح الدين الايوبي في الثاني من أكتوبر عام 1187

### آثار القرية
أنقاض بيوت سكانها ومقبرتها. كما فيها بقايا حصن بناه الصليبيون وضريح الصادق الذي تكنى القرية باسمه.

### السكان
بلغ عدد سكان البلدة في عام 1945 1520 نسمة ويقوم مجتمع القرية من مجموعه من العائلات التي استوطنت أقسام القرية مثل ال ضمره الذين سكنوا الجهة الشمالية الشرقية من القرية وسميت حارة ال ضمرة كما امتلكوا معظم الخرب التي تحيط بالقرية مثل خربة ام البريد وام التينة وام الطواقي وام القبا والدعبوب وام الرمانة وشقيف الشيخ واقران الميرميه والمربعة والخلايل.

## المشاهير
- محمد ضمرة - (1947) شاعر.

## معرض صور

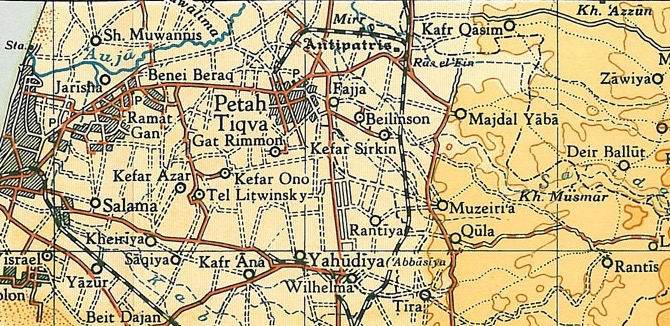
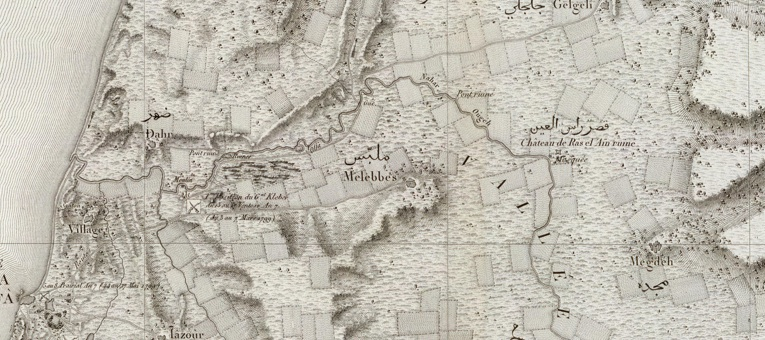
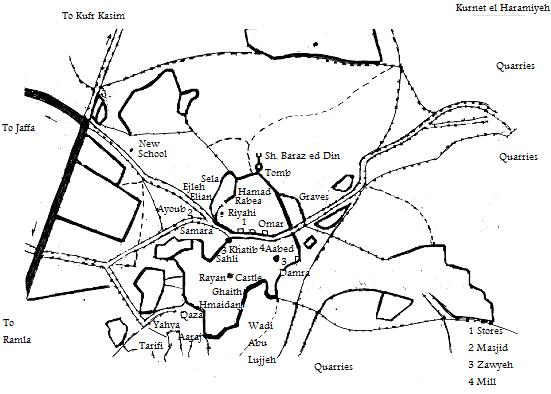
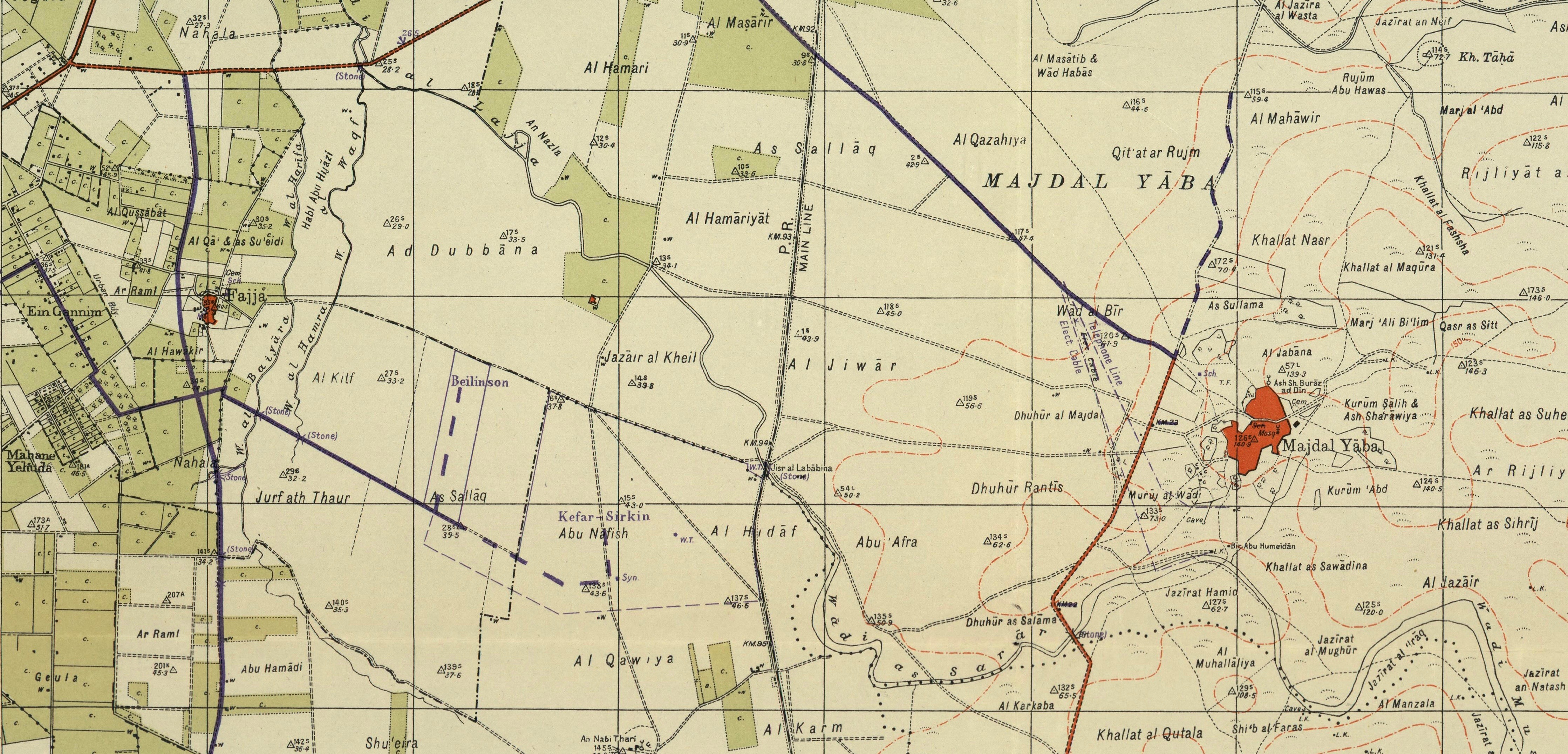

- 1=خريطة مجدل يابا والطرق المؤديه الى رأس العين ونهر العوجا وتظهر الحارات قبل 1948